# Ford Ka
Ford Ka — це маленькі хетчбеки, що виробляються концерном Ford з 1996 року.

## Ford Ka I (Тип RBT, 1996-2008)

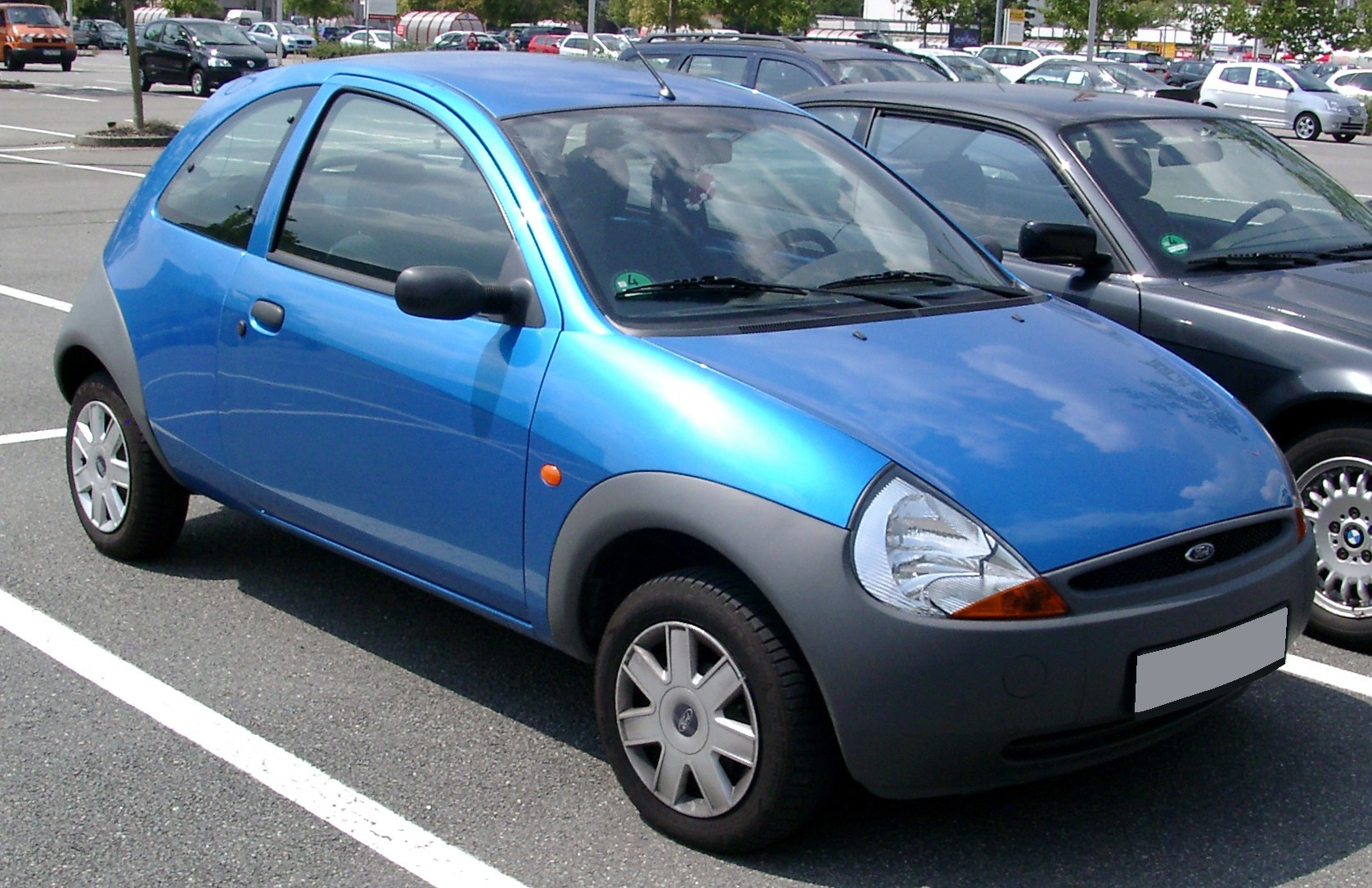
Ford Ka I

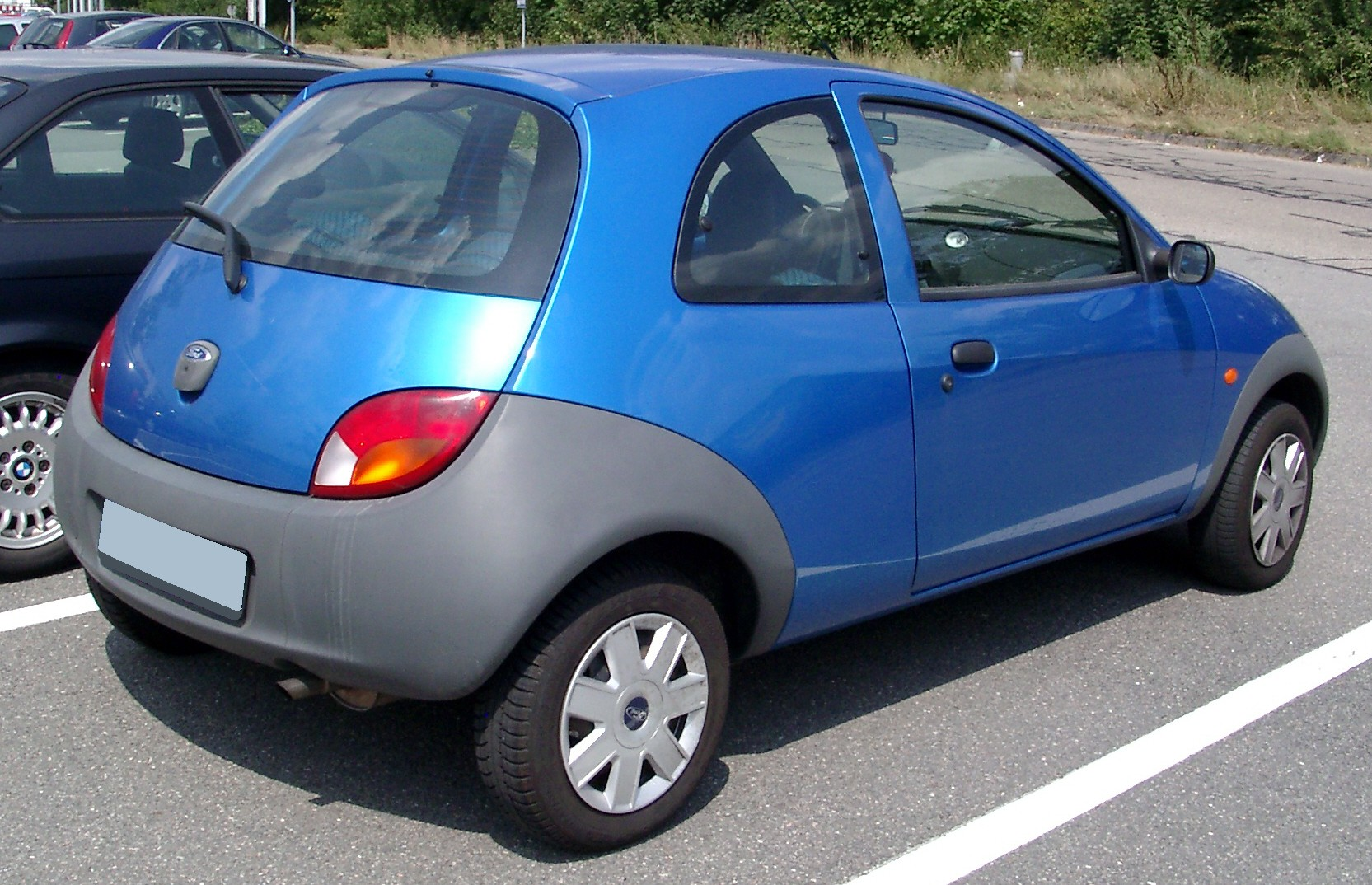
Ford Ka I

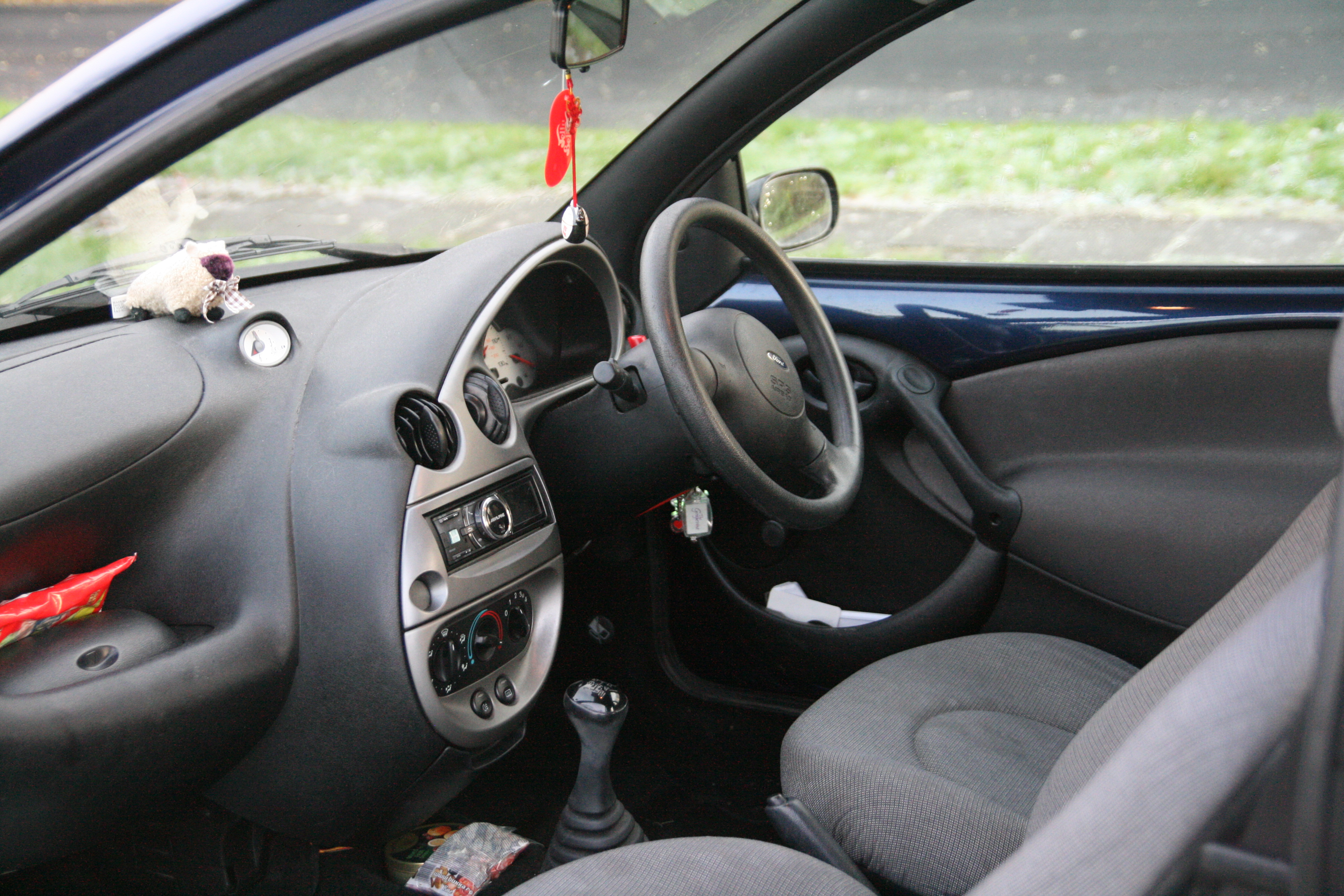
Салон Ford Ka I

Ford Ka позиціонувався, як міський автомобіль і другий автомобіль в сім'ї. Попри те, що Ka значно менший, ніж Ford Fiesta, він однак є повноцінним чотиримісним автомобілем.
На європейський ринок Ka потрапляв з заводу в Валенсії, де в 2002 році з конвеєра зійшов мільйонний Ford Ka .
Ford Ka був створений на основі Ford Fiesta '96 і ділить з ним безліч вузлів і двигуни.
З 2003 по 2005 рік виготовлявся кабріолет Ford StreetKa створений на основі Ford Ka з двигуном 1,6 л потужністю 95 к.с.
З 2003 по 2008 рік виготовлявся спортивний хетчбек Ford SportKa створений на основі Ford Ka з двигуном 1,6 л потужністю 95 к.с.

### Двигуни
- 1.0 л Endura E Р4 53 к.с. (тільки в Лат. Ам. до 1999)
- 1.3 л Endura E Р4 50/60 к.с. (до 2002)
- 1.0 л Duratec Р4 65 к.с. (тільки в Лат. Ам. з 2002)
- 1.3 л Duratec Р4 60/69 к.с. (з 2000)
- 1.6 л Duratec Р4 95 к.с.

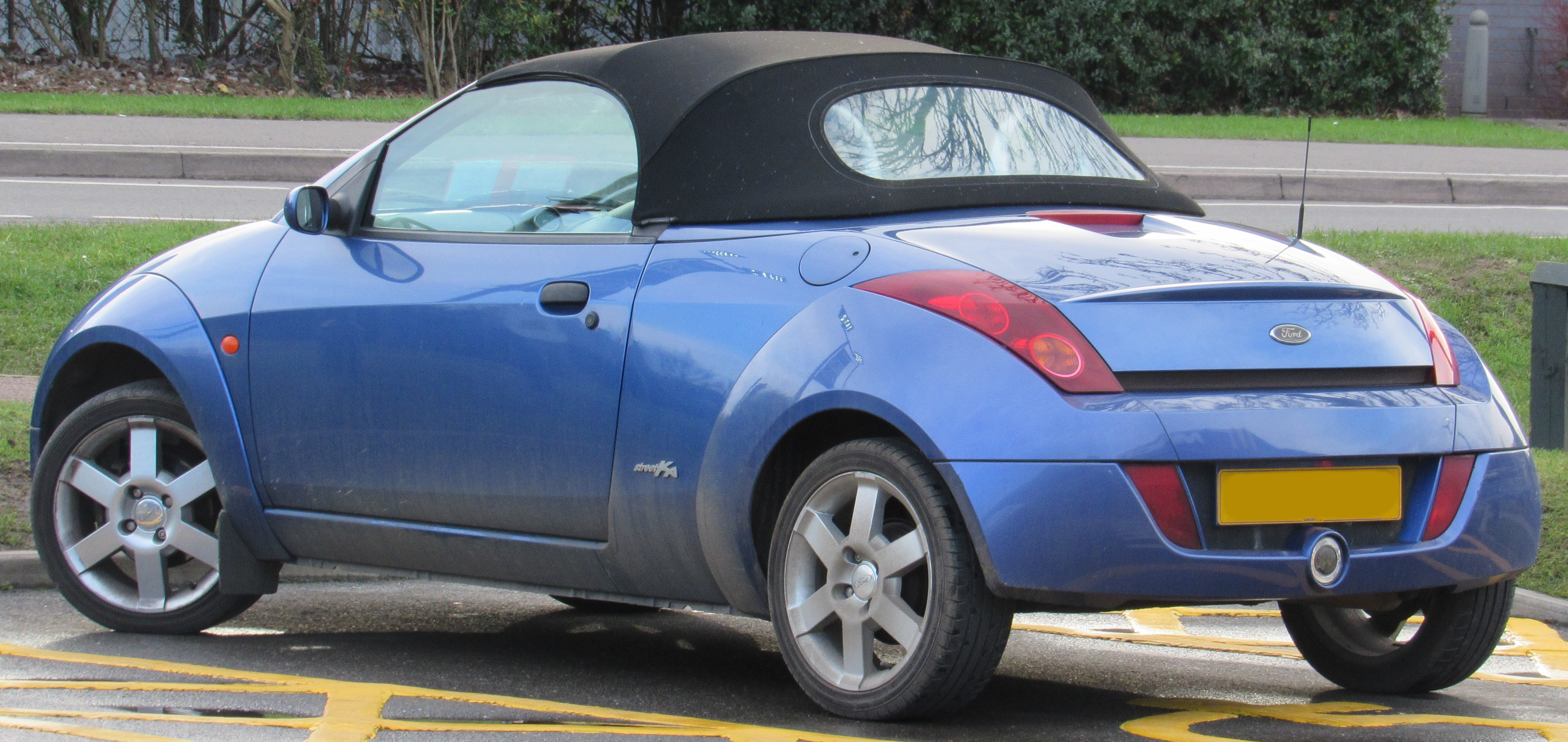
Ford StreetKa (2003-2005)
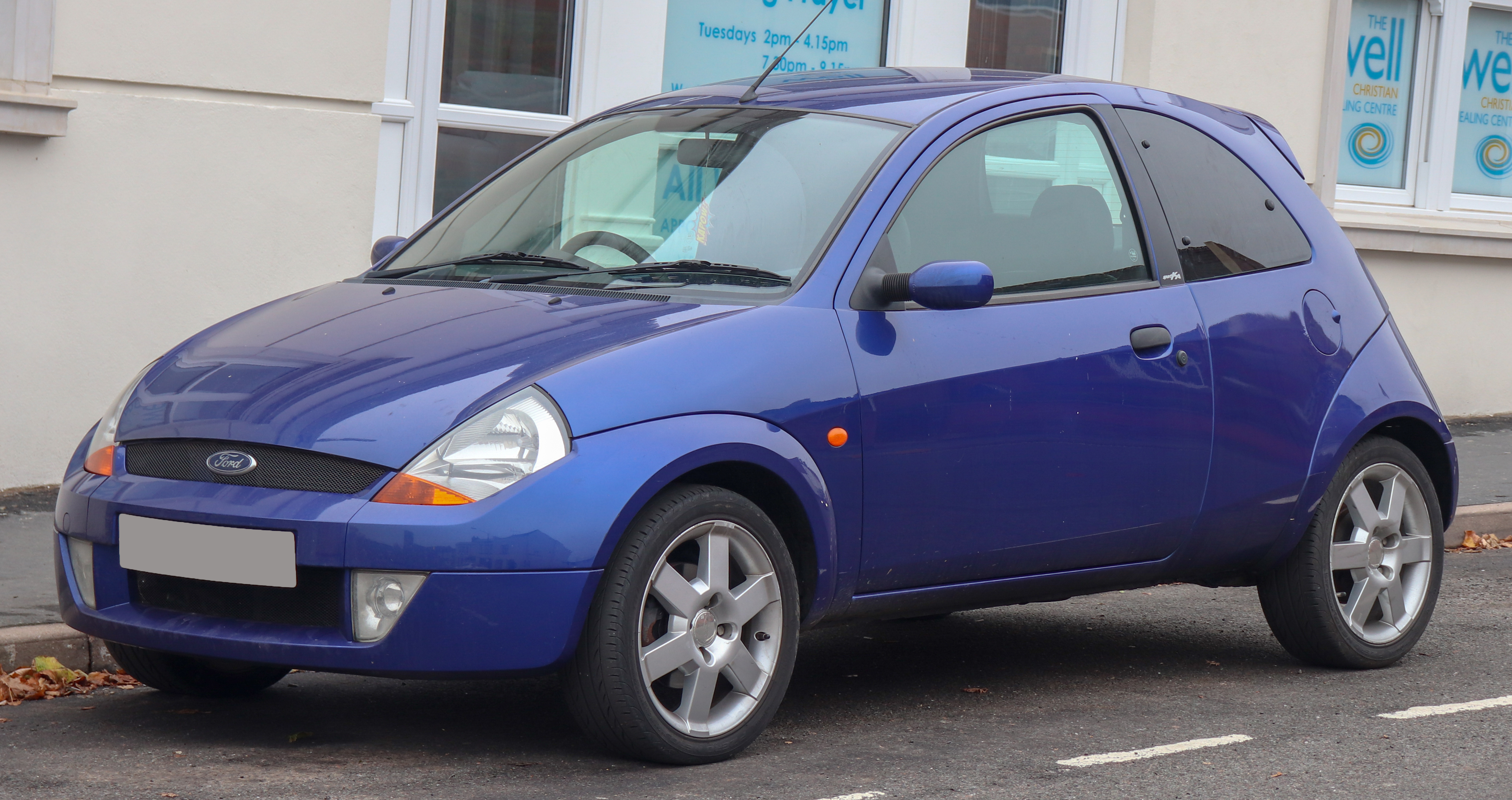
Ford SportKa (2003-2008)

## Ford Ka II (Тип RU8, 2008-2016)

### Ford Ka II для Європи (Тип RU8) (2008-2016)

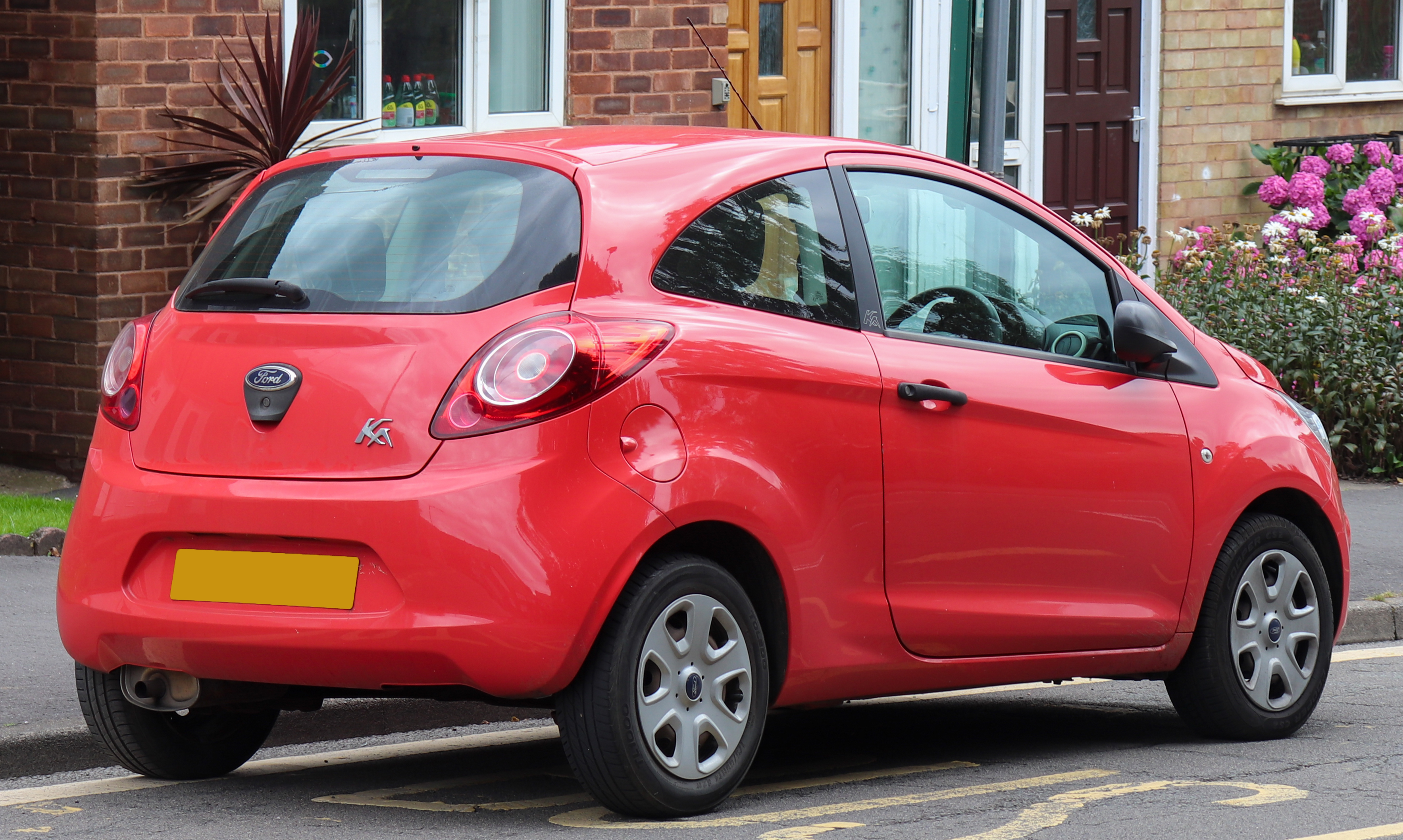
Ford Ka II

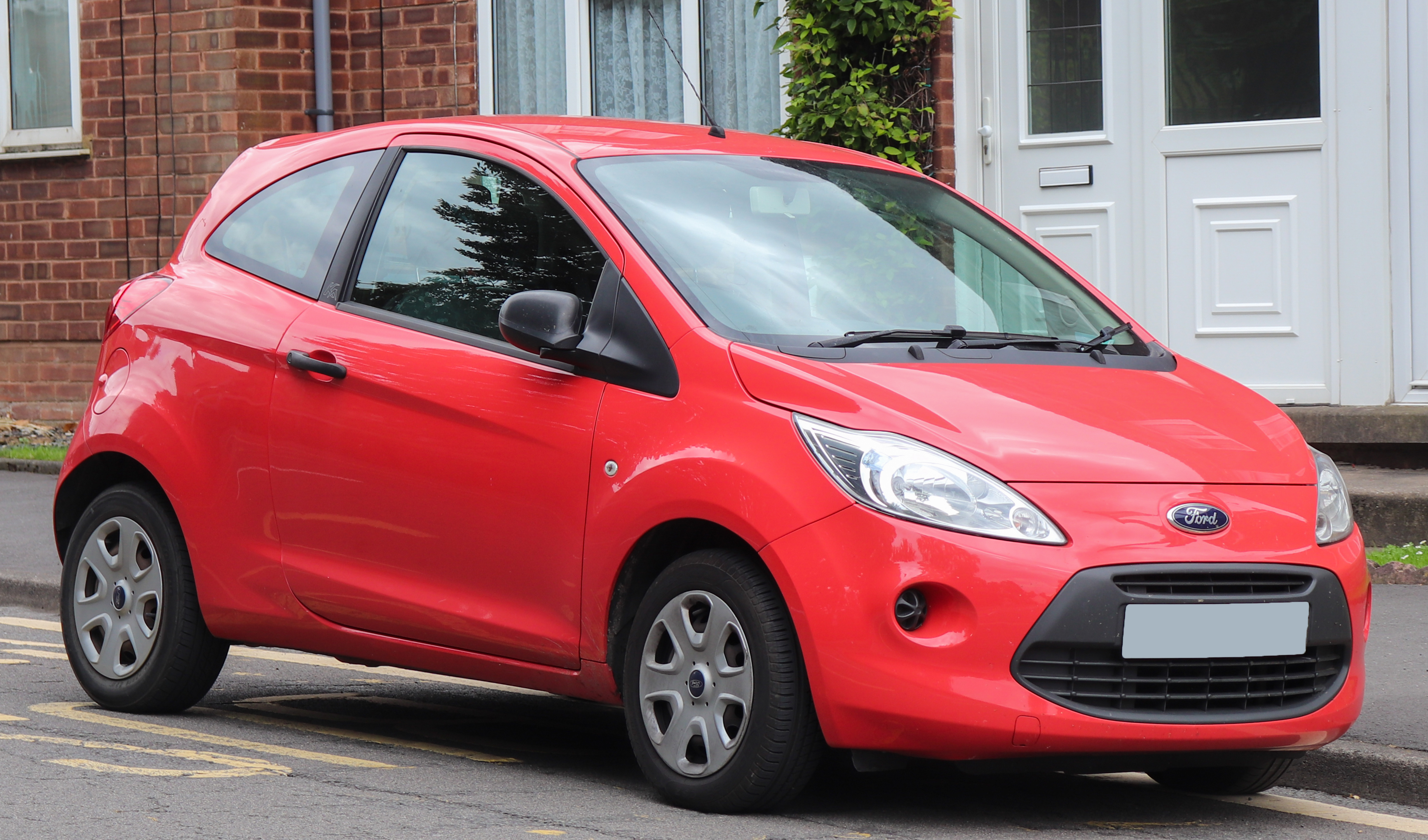
Ford Ka II

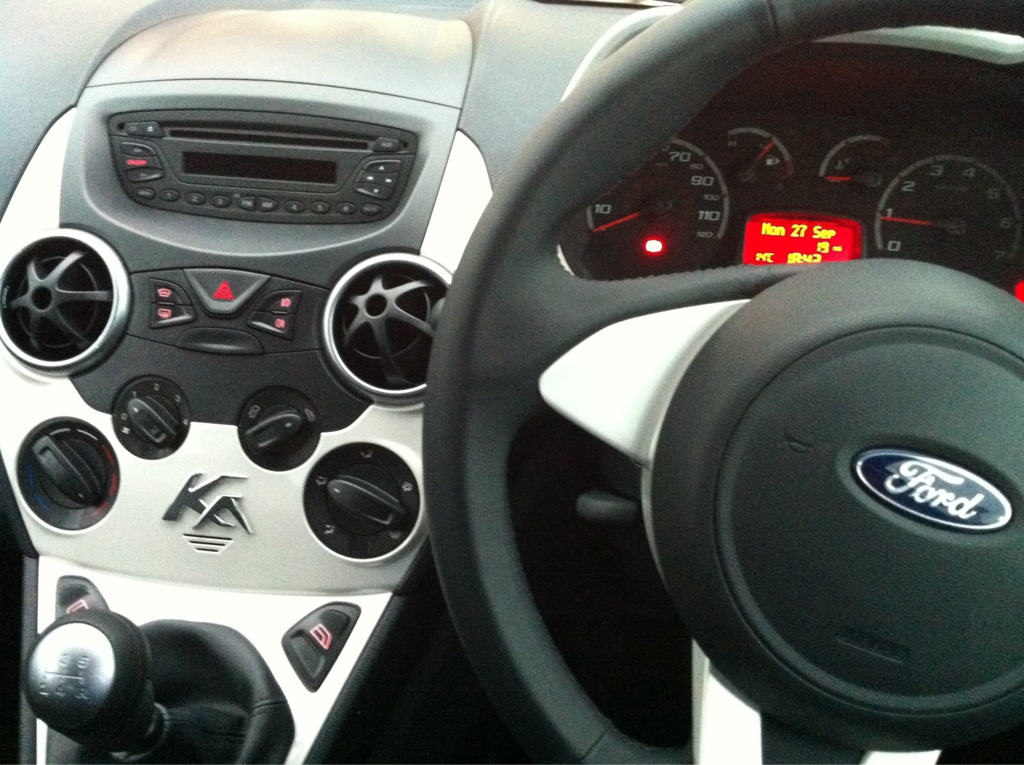

Друге покоління знаходиться у продажу з лютого 2009 року. Ford Ka (Typ RU8) був розроблений спільно з компанією Fiat на платформі Fiat Mini, що й Fiat Panda II. Виготовляється автомобіль також на заводі Fiat в Польщі.
Більшість основних елементів конструкції під вишуканим сучасним кузовом останнього Ka запозичені від попереднього покоління автомобілів Fiat 500 та Fiat Panda. Для автомобіля того часу була передбачена опція дизельного двигуна, проте зараз доступний лише один варіант – розробка італійського бренду, 68-сильний бензиновий мотор, об’ємом 1,2 л., який скооперований із 5-ступеневою механічною трансмісією; опція автоматичної, також, відсутня. Абсолютно нова 5-ти дверна модель була випущена наприкінці 2013 року, проте дебют цього авто у Європі – спроектованого та розробленого у Південній Америці – був запланований лише на 2016 рік. 

#### Двигуни
- 1.2 л Duratec (FIRE) Р4 69 к.с.
- 1.3 л TDCi Duratorq (MultiJet) Р4 75 к.с.

### Ford Ka II для Південної Америки (2008-2013)

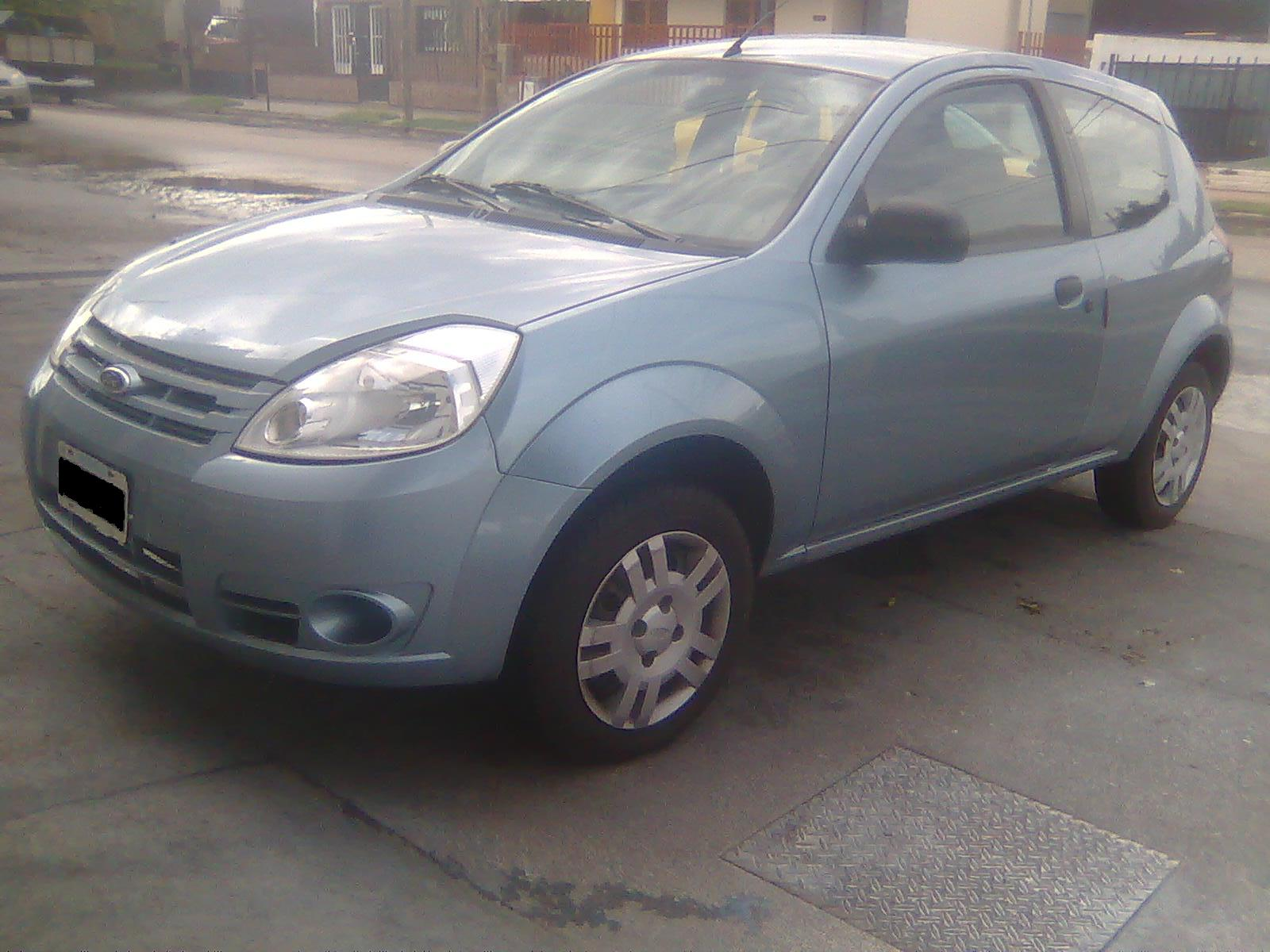
Ford Ka

В 2008 році представлено друге покоління Ford Ka для ринку Південної Америки, яке базується на основі моделі першого покоління і немає нічого спільного з моделлю другого покоління для європейського ринку.

#### Двигуни
- 1.0 л Duratec Р4 69/73 к.с.
- 1.6 л Duratec Р4 102/107 к.с.

## Ford Ka III (2014-2021)

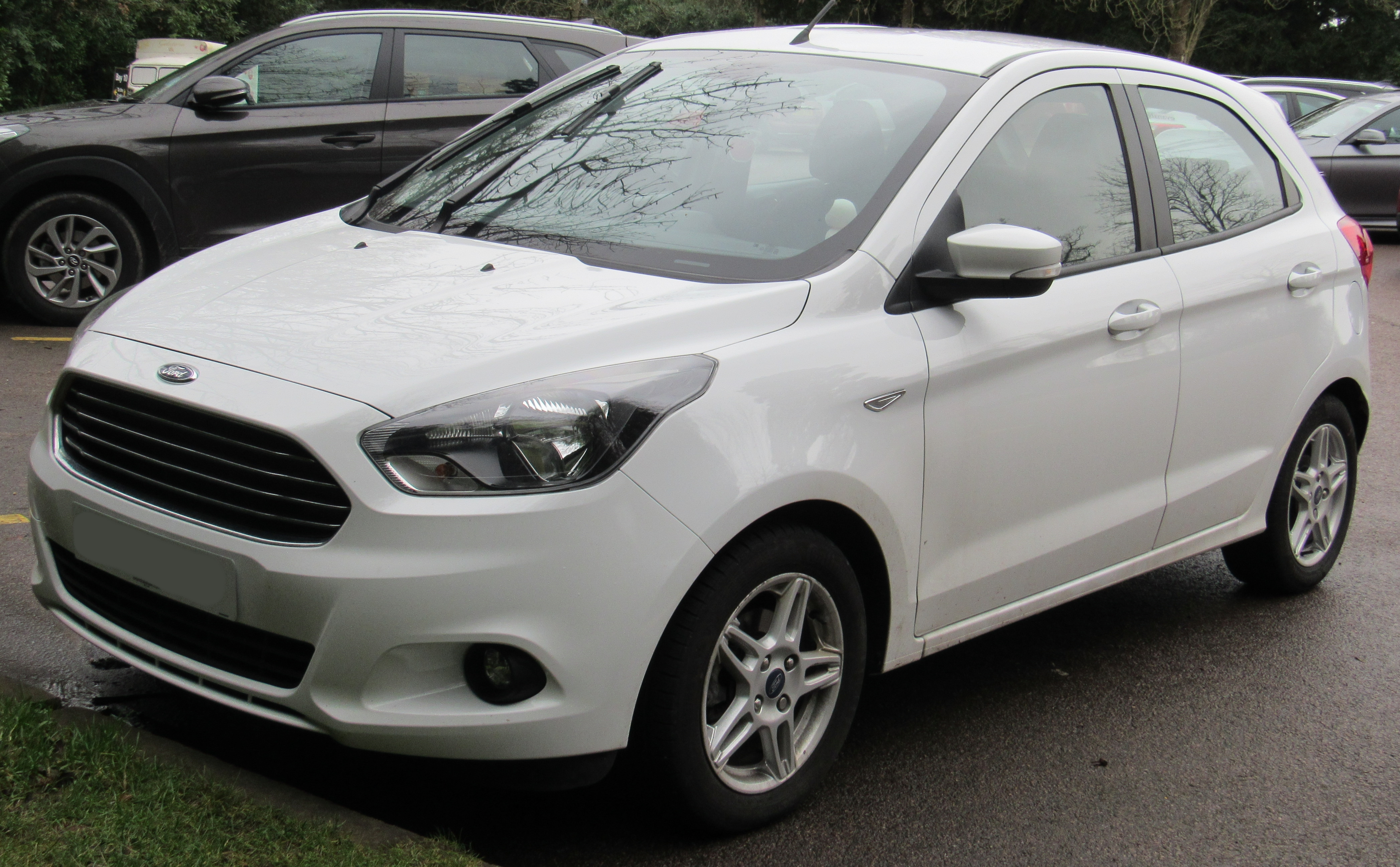
Ford Ka+ (2014-2018)

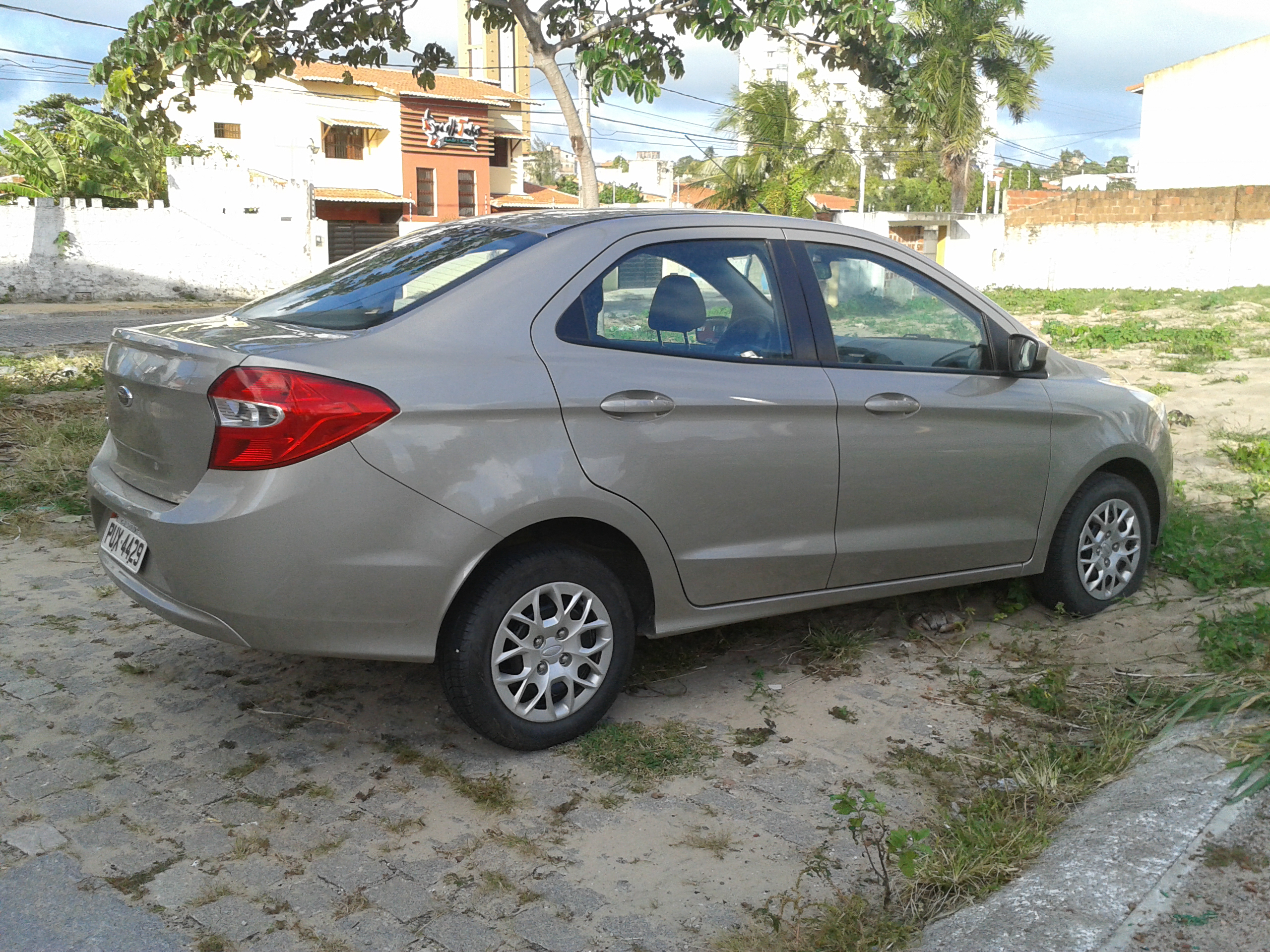
Ford Ka седан

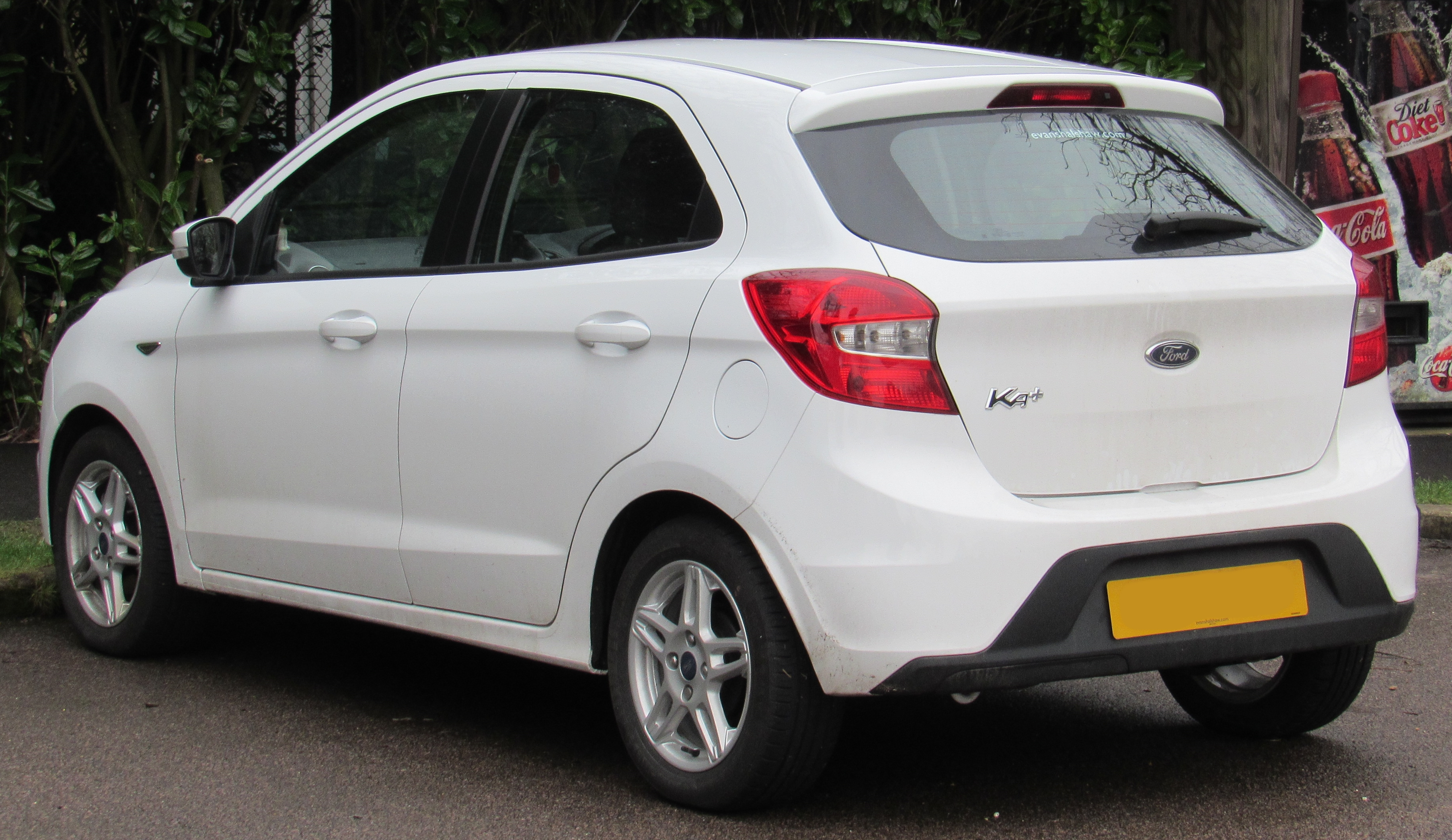
Ford Ka+

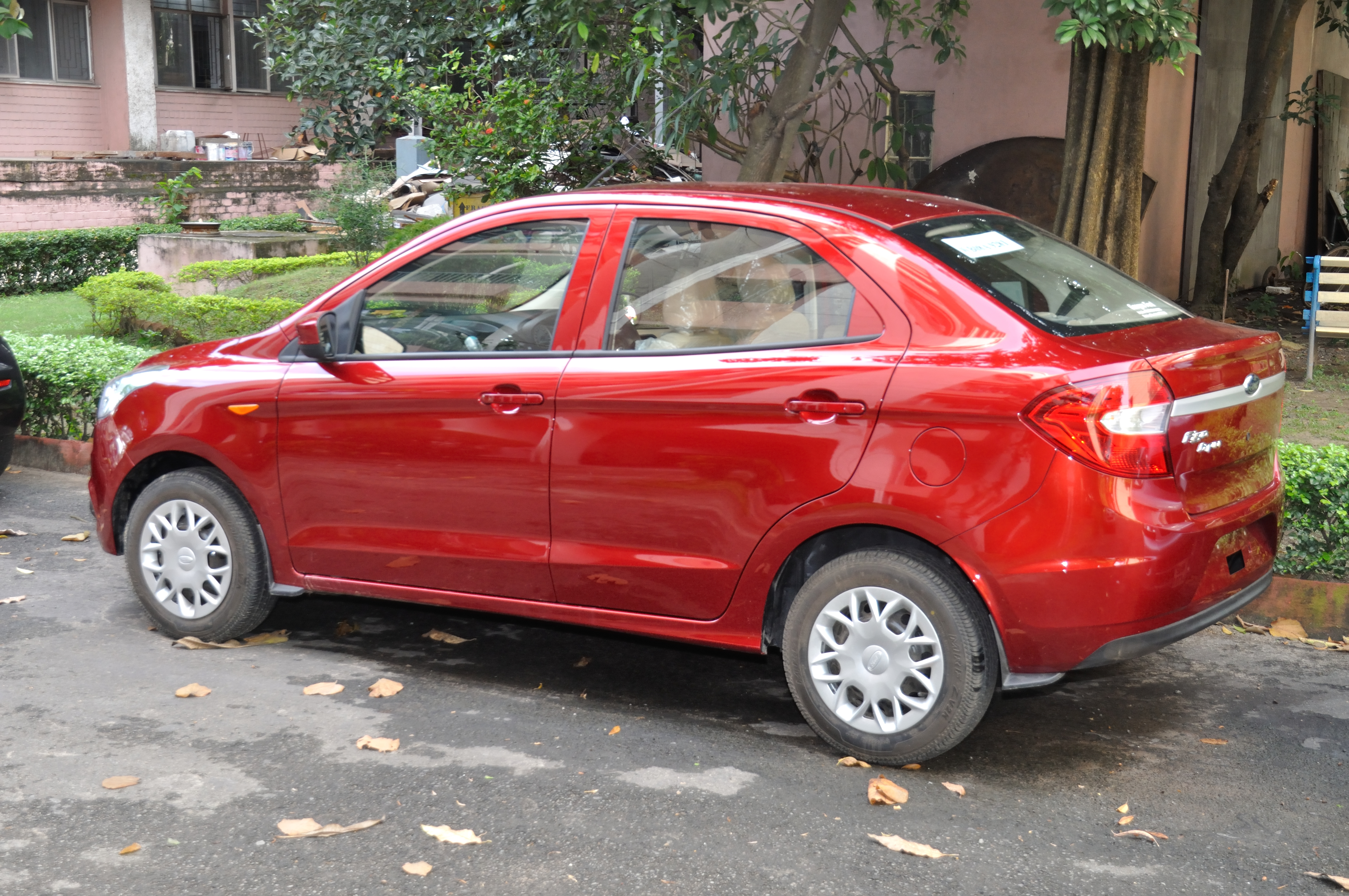
Ford Figo Aspire

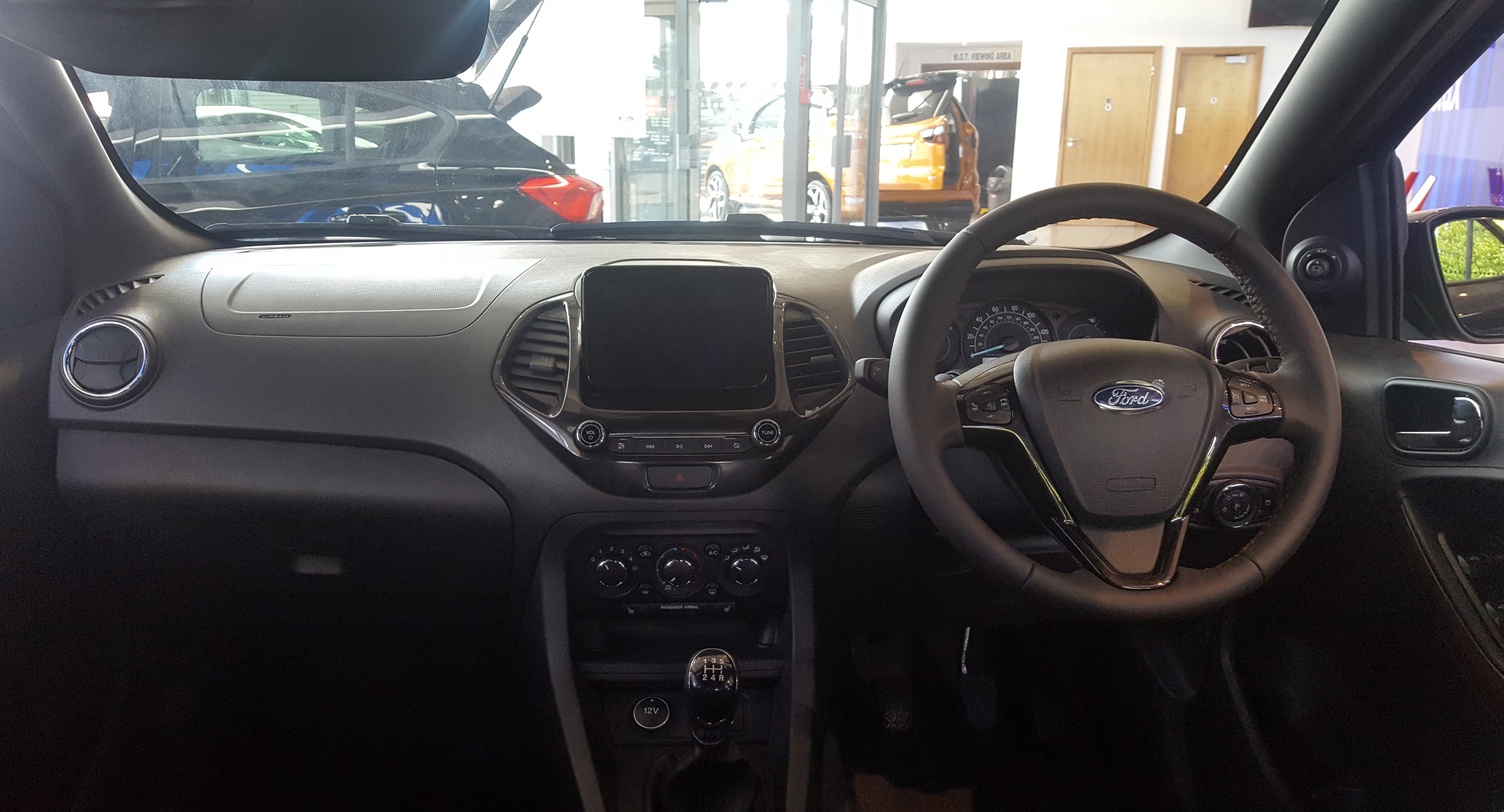
Салон

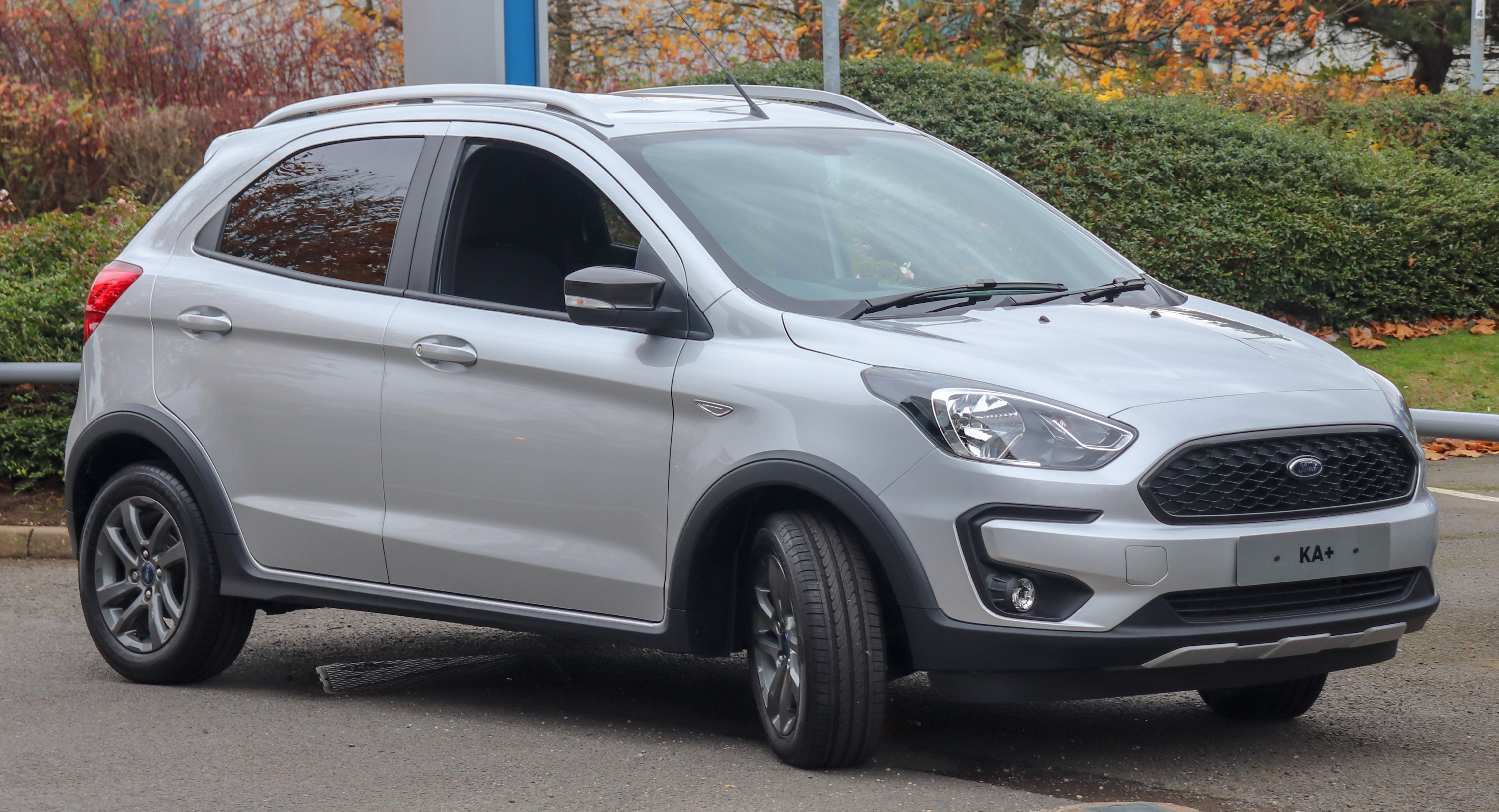
Ford Ka+ Active

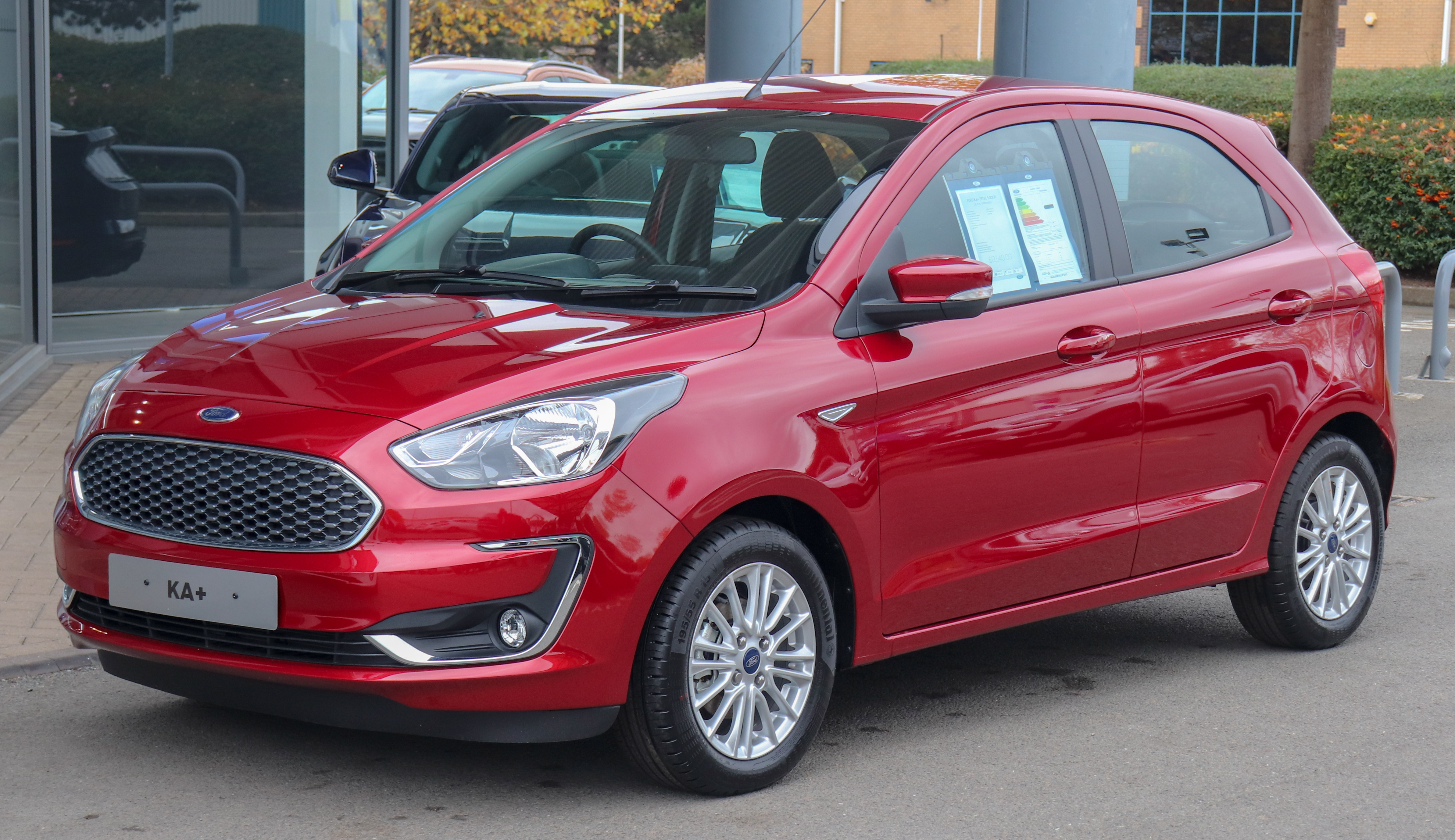
Ford Ka+ (2018-2020)

В 2014 році в Бразилії почалося виробництво хетчбека Ford Ka третього покоління та седана Ford Ka. В 2016 році дещо змінена модель почала продаватися в Європі в кузові хетчбек під назвою Ford Ka+. В Індії хетчбек продається під назвою Ford Figo, а версія седан вкорочена і продається під назвою Ford Figo Aspire.
Хетчбек Ford Ka+ побудований на тій же B-платформі, що і B-Max, EcoSport та Fiesta. У довжину він налічує 3929 мм (колісна база - 2489 мм). При цьому Ka+ на 26 мм вищий за Фієсту. Обсяг багажного відділення - 270 л. Що стосується відмінностей від моделей, що продаються в Індії, Бразилії та інших країнах, сіті-кар для європейського ринку отримав модернізовані підвіску, рульове управління, передній підрамник, опори двигуна, передній стабілізатор поперечної стійкості і задню балку.
В Європі Ford Ka+ оснащається безальтернативним чотирициліндровим бензиновим мотором сімейства Duratec об'ємом 1,2 л. Двигун доступний в двох варіантах форсування - на 70 і 85 к.с.
В 2018 році європейську модель модернізували. Крім того, в гамму сіті-кара була додана піднесена кросоверна варіація Ka+ Active.
Звичайний Ka+ помінявся зовні. Тут нова решітка радіатора, а також змінений бампер з великими хромованими С-подібними вставками по краях.
Крім зростання дорожнього просвіту, варіант Active хизується розширеної колією, перенастроює підсилювачем керма, власними амортизаторами з гідравлічним буфером відбою, товщим стабілізатором поперечної стійкості спереду і системою активної протидії перекидання, розрахованої на додавання багажу на даху.
Active є однією з топових комплектацій, але навіть базові Ka+ оснащені електроприводом дзеркал, обмежувачем швидкості, центральним замком і помічником зрушення в гору. Є в крихті також електронна система стабілізації, шість ейрбегамі і контроль тиску в шинах. Як опції доступні сенсори світла і дощу, клімат контроль, підігрів передніх сидінь і лобового скла, задні датчики паркування.
Замість старого двигуна 1.2 л Duratec представили повністю новий трициліндровий мотор із змінними фазами газорозподілу на впуску і випуску 1.2 Ti-VCT. Він випускається теж в двох варіантах форсування на ті ж самі 70 і 85 к.с.
Крім того, як на простих Ka+, так і на Ka+ Active покупцям відтепер доступний дизель 1.5 TDCi (95 к.с., 215 Н • м) з системою Smart Regenerative Charging (це виборче включення генератора при русі накатом або гальмуванні для зниження витрати палива). За попередньою оцінкою, такий хетчбек буде викидати всього 99 г/км вуглекислого газу.
Обидва двигуни поєднуються з поліпшеною п'ятиступінчастою "механікою", в якій знижені втрати на тертя. Стандартом на обох моторах є система Start-Stop. Привід, як і раніше, - передній.
Модель Ka+ з рестайлінгом придбала мультимедійний комплекс Sync 3 з підтримкою Apple CarPlay і Android Auto, кольоровим сенсорним екраном на 6,5 дюйма (тут показаний варіант Active). Ще одне нововведення: кнопка запуску двигуна.

### Двигуни
Бензинові
- 1.0 л Duratec Р4 80 к.с. (Лат. Ам.)
- 1.2 л Duratec Р4 70 к.с.
- 1.2 Ti-VCT Р3 70 к.с.
- 1.2 л Duratec Р4 85 к.с.
- 1.2 Ti-VCT Р3 85 к.с.
- 1.2 л Duratec Р4 88 к.с. (Індія)
- 1.5 л Duratec Р4 105-112 к.с.

Дизельні
- 1.5 л TDCi Duratorq Р4 100 к.с.